# 曹隆
曹隆（1424年—？），字邦盛，湖廣郴州興寧縣人，軍籍，明朝政治人物。進士出身。

## 生平
湖廣鄉試第一百一名。景泰五年（1454年）甲戌科會試第三百二十五名，殿試登進士第三甲第八十八名。

## 家族
曾祖曹如森。祖父曹宗仁。父亲曹啟明。